# Kartouzská kočka
Kartouzská kočka je francouzské plemeno kočky domácí.

## Historie
První zmínky o modré francouzské kočce pocházejí ze 16. století a předpokládá se, že se jedná o potomky koček ze Sýrie, které se do Evropy dostaly během křížových výprav s řádem kartuziánů ve 13. století. Říká se, že kartuziánští mniši (proto kartouzská) kočky chovali jako své společníky, nicméně záznamy dnešního řádu to nijak nepotvrzují. Prý proto, že to mniši považovali za samozřejmé.
Kartouzskou kočku, jako druh poprvé vyčlenil přírodovědec Georg-Louis Leclerc de Buffon v 18. století. Označil ji jako „modrou kočku“ a přidělil jí latinské jméno Felis Catus Coeruleus, aby ji jasně odlišil od kočky domácí – Felis Catus Domesticus. Předpokládá se, že za pojmenování „kartouzská“ vděčí typu své kožešiny, která je podobná vlně - jako kartouzská se označovala tehdejší luxusní španělská vlna.
Ještě na začátku 20. století bylo možné najít kolonie volně žijících kartouzských koček v Paříži a na několika dalších místech ve Francii, nikdy jich však nebylo mnoho, protože byly ceněné pro své kožichy, maso, nebo také jako lovci krys a myší.
Po I. světové válce se francouzští chovatelé rozhodli toto plemeno zachovat i pro budoucí generace. První významné chovy pochází z geograficky izolovaného regionu Chartreux a ostrova Belle Ile. První chovatelé vytvořili standard kartouzské kočky vycházející z popisu francouzských přírodovědců 18. století.
Volně žijící kolonie kartouzských koček se nevyskytují již od konce II. světové války. Od té doby žijí již pouze u chovatelů. Stále jsou vzácné, dokonce i v samotné Francii. V roce 2007 nebylo na celém světě ani 100 aktivních chovatelů kartouzských koček. Toto plemeno je celkem neznámé, do Spojených států se poprvé dostalo v roce 1971 zásluhou Johna a Helen Gamonových a dnes je americká linie jednou z nejčistších.
Vzhledem ke snaze chovatelů zachovat standard plemene v nezměněné podobě, by šampioni z 30. let 20. století byli šampiony i v dnešní době.

## Standard plemene
Kartouzská kočka je středně velká až velká kočka na první pohled rozeznatelná od ruské modré a britské modré kočky. Křížení kartouzské kočky s těmito plemeny je nežádoucí.

### Hlava
Široká v základně s dobře vyvinutou lebkou, která není vyklenutá s úzkou plochou mezi ušima. Čelisti dávají hlavě tvar obráceného lichoběžníku, širokého v základně, úzkého na vrcholu. Nos je široký a rovný, jeho špička vyčnívá před čelisti.
Uši jsou střední velikosti postavené vysoko na hlavě mírně vystupující do strany. Dávají kočce bystrý pohled. Oči má velké a otevřené, ne příliš kulaté; horní okraj je lehce vytažen nahoru. Svěží a živé barvy, od tmavě žluté až po tmavě měděnou; bez stopy zelené, nesmí být slzavé či bledé. Přednost se dává sytému zabarvení.

### Tělo
Pevné, statné, svalnaté. Široký, dobře vyvinutý hrudník. Především kocouři musí působit silným dojmem. Končetiny jsou střední délky v poměru k tělu; se silnými svaly, nepříliš vysoké s velkými tlapkami. Ocas je střední délky v poměru k tělu. Může se zužovat, ale konec ocasu musí být zakulacený. Stejné barvy jako tělo. Srst je lesklá, hustá; lehce vlnitá podsada. Dvojitá srst dává dojem vztyčených chlupů. Povoleny jsou všechny odstíny modré, od světle modrošedé po tmavě modrošedou, přičemž jsou preferovány světlejší odstíny. Čenich, polštářky tlapek jsou modrošedé.

## Povahové rysy
Kartouzská kočka je velmi inteligentní, klidná a tichá, jen výjimečně se projevuje mňoukáním. Kartouzské kočky jsou velmi hravé, avšak jejich hra spočívá v dlouhém pozorování a krátkých výpadech a je tedy rozdělena na kratší chvilky. Velmi rády si hrají i v dospělém věku, některé mohou dokonce aportovat, stejně jako psi. Kartouzská kočka nikdy nezačne být agresivní sama od sebe v jakékoliv situaci, raději si najde klidné místo, kde se schová a vyčká. S dětmi nebo ostatními zvířaty se snáší poměrně dobře. Cestování na delší vzdálenosti jim stejně tak, jako nové věci, nedělá potíže. Velice často, obzvláště u koček, se stává, že se upnou na jednu osobu, které pak dávají svou náklonnost najevo tím, že jsou vždy na blízku a následují ji z místnosti do místnosti. To však neznamená, že by neprojevovala svou náklonnost i ostatním lidem v domácnosti.